# La Poste de Djibouti
 (janvier 2017).
Si vous disposez d'ouvrages ou d'articles de référence ou si vous connaissez des sites web de qualité traitant du thème abordé ici, merci de compléter l'article en donnant les références utiles à sa vérifiabilité et en les liant à la section « Notes et références ».
Pour les articles homonymes, voir La Poste.
La Poste de Djibouti est le service postal de la République de Djibouti, un pays de la Corne de l'Afrique.

## Histoire
La Poste de Djibouti a été créée en l’an 2000 à la suite de la scission de l’ancien OPT (office des postes et télécommunications). 
Cependant, le premier service postal est apparu avec l’arrivée des premiers français à Obock en 1862. 
En 1896, la poste principale sera officiellement ouverte dans la ville de Djibouti.

## Réglementation
La réforme du secteur des postes et des télécommunications est intervenue en 1998 par la loi N°13/AN/98. Elle a transformé le service postal en une société anonyme à caractère commercial dénommée La Poste de Djibouti à compter du 11 mars 1998. Cette loi définit également les activités relevant du monopole de l’État dans les secteurs des prestations postales sous toutes leurs formes, à l’échelle nationales et internationales et dévolues à l’opérateur. 